# みずほキャピタル
みずほキャピタル株式会社（英称：Mizuho Capital Co., Ltd.）は、東京都千代田区内幸町に本社を置く、みずほフィナンシャルグループ傘下のベンチャーキャピタルである。みずほ銀行ほかみずほグループ系企業を主要株主とする。

## 事業
みずほグループ内のみずほ銀行などと連携し、純投資としてのプライベートエクイティ業務からコンサルティング業務までを取り扱う。7の投資事業組合を傘下に置く。
ベンチャーキャピタル業界内に於いてはSBIインベストメント、ジャフコ、エヌ・アイ・エフSMBCベンチャーズ、日本アジア投資に次ぐ国内第5位の投資残高をもつ。
2006年3月時点で、国内外の1,149社に総額496億円を投資している。これまでに株式公開を実現した企業は681社（うち国内644、海外37）。累計株式公開社数ではジャフコに次ぐ国内2位。

## 沿革
- 1974年4月 - 第一勧業銀行系の東京ベンチャーキャピタル株式会社が設立
- 1983年7月 - 富士銀行系の富士銀キャピタル株式会社が設立
- 1990年4月 - 日本興業銀行系の興銀インベストメント株式会社が設立
- 2002年4月 - 前3社が富士銀キャピタルを存続会社として統合、商号をみずほキャピタル株式会社に変更